# Bronislovas Jagminas
Bronislovas Jagminas (* 22. September 1935 in Tauragė; † 19. Juli 2016) war ein litauischer Politiker und Journalist.

## Leben
Nach dem Abitur an der 1. Mittelschule Tauragė absolvierte er 1959 das Studium der Journalistik an der Fakultät für Geschichte und Philologie an der Vilniaus universitetas.
Ab 1959 arbeitete er als Korrespondent, von 1962 bis 1992 als stellvertretender Redakteur in der Redaktion der Zeitung in der Rajongemeinde Tauragė. Von 1992 bis 1996 war er Mitglied im Seimas. Ab 1996 arbeitete er im Unternehmen UAB „Tauragiškių balsas“. Von 1990 bis 1995 war er Deputat im Rat Tauragė.
Von 1964 bis 1992 war er Mitglied von KPdSU (Lietuvos komunistų partija) und ab 1992 der LDDP.